# Olaf Rask Olsen
Olaf Rask Olsen (26. august 1894 i København-?) var en dansk tolder og atlet medlem af IF Sparta.
Olaf Rask Olsen vandt bronzemedaljen ved det danske mesterskab på 110 meter hæk 1918.

## Danske mesterskaber
- Bronze 1918 110 meter hæk ?